# Les Suisses
Les Suisses est une série de docu-fictions suisse, écrite et réalisée par Dominique Othenin-Girard et diffusée la première fois du 6 novembre au 27 novembre 2013. La narration française est effectuée par Jean-Luc Bideau.

## Synopsis
La Suisse du XXIe siècle tire ses origines de périodes historiques charnières, retracées dans cette série de documentaires en quatre volets à travers 6 personnalités : Werner Stauffacher, Hans Waldmann, Nicolas de Flüe, Guillaume-Henri Dufour, Alfred Escher et Stefano Franscini.

## Épisodes
| Épisode no | Titre francophone                         | Titre germanophone                                           | Personnalités                      |
| ---------- | ----------------------------------------- | ------------------------------------------------------------ | ---------------------------------- |
| 1          | Les Suisses - Nos ancêtres les Schwytzois | Werner Stauffacher - Die Schlacht am Morgarten               | Werner Stauffacher                 |
| 2          | Les Suisses - Le guerrier et le saint     | Hans Waldmann und Niklaus von Flüe - Haudegen und Heiliger   | Hans Waldmann et Nicolas de Flüe   |
| 3          | Les Suisses - Guerre civile en Suisse     | Guillaume-Henri Dufour - Der General der die Schweiz rettete | Guillaume-Henri Dufour             |
| 4          | Les Suisses - L'aventure du Gothard       | Alfred Escher und Stefano Franscini - Kampf um den Gotthard  | Alfred Escher et Stefano Franscini |

## Fiche technique
Sauf indication contraire, les informations mentionnées dans cette section peuvent être confirmées par la base de données cinématographiques IMDb,  présente dans la section « Liens externes ».
- Titre original : Die Schweizer
- Titre français : Les Suisses
- Autre titre : Gli Svizzeri
- Réalisation : Dominique Othenin-Girard
- Scénario : Dominique Othenin-Girard
- Musique : Michael Duss, Christian Schlumpf, Martin Skalsky
- Direction artistique : Susanne Jauch
- Décors : Susanne Jauch
- Costumes : Catherine Schneider (4 épisodes) et Cinzia Cioffi (3 épisodes)
- Photographie : Thomas Wüthrich
- Son : Benjamin Benoit (monteur de dialogue), Guido Keller (mixeur et monteur de son), Ivo Schläpfer (opérateur boom), Marco Teufen (mixeur de son)
- Montage : Christof Schertenleib, Lilo Gerber
- Production : Rudolf Santschi
- Société de production : Triluna Film (de)
- Société de distribution : SRG SSR
- Pays d’origine :  Suisse
- Langue originale : français, allemand, italien
- Format : couleur — son stéréo — 16/9 — caméra Arri Alexa
- Genre : documentaire
- Durée : 4 x 52 minutes
- Dates de sortie : 
  - Suisse : épisode 1 : 6 novembre 2013
  - Suisse : épisode 2 : 13 novembre 2013
  - Suisse : épisode 3 : 20 novembre 2013
  - Suisse : épisode 4 : 27 novembre 2013

## Distribution
Sauf indication contraire, les informations mentionnées dans cette section peuvent être confirmées par la base de données cinématographiques IMDb,  présente dans la section « Liens externes ».

### Les personnalités des épisodes
- Michael Neuenschwander (de) : Werner Stauffacher
- Daniel Rohr (de) : Hans Waldmann
- Markus Amrein : Nicolas de Flüe
- Michel Voïta : Guillaume-Henri Dufour
- Samuel Weiss (de) : Alfred Escher
- Roberto Turri : Stefano Franscini

### Les seconds rôles
- Sandra Utzinger (de) : Hanna Stauffacher
- Urs Jucker (de) : abbé d'Einsiedeln
- Thomas Mathys : le bailli Homberg
- Peter Jecklin (de) : Heinrich Göldi
- Regula Grauwiller : Dorothée de Flüe
- Gilles Tschudi : James Fazy
- Matthias Fankhauser : Ulrich Ochsenbein
- Babett Arens (de) : la mère d'Alfred Escher, Lydia Escher
- Hanna Binder (de) : la femme d'Alfred Escher, Augusta Escher-Uebel
- Helena Daehler (de) : la fille d'Alfred Escher, Lydia Welti-Escher
- Manuel Kühne : Emil Welti
- Daniel Ludwig : Louis Favre
- Rachel Monnat : Annette Dufour

## Origine et conception
En 2010, Ingrid Deltenre (de), la directrice de la télévision suisse de l'époque, s'inspire du documentaire Die Deutschen (de) de la ZDF pour lancer une idée similaire. Elle confie à Ueli Haldimann (de), alors rédacteur en chef à Schweizer Fernsehen, le soin de développer le concept d'un documentaire sur l'histoire de la Suisse. Haldimann prévoit 10 épisodes pour retracer 1000 ans d'histoire. Le départ de Mme Deltenre et M. Haldimann suspend un temps le projet.
Roger de Weck, directeur général de la SRG-SSR depuis janvier 2011, est enthousiasmé par le film pilote et a réalisé la documentation du projet. De dix épisodes prévus, le projet est réduit à 4 épisodes pour des raisons de coût.

## Production
La série en quatre parties a été produite par Triluna Film (de) à Zurich pour un coût d'environ 5,6 millions de CHF (1,4 million par épisode). Toutes les scènes sont tournées en Suisse.